# Israel i olympiska sommarspelen 2012
Israel deltog i olympiska sommarspelen 2012 som ägde rum i London i Storbritannien mellan den 27 juli och den 12 augusti 2012.

## Badminton
- Huvudartikel: Basket vid olympiska sommarspelen 2012

| Spelare         | Gren       | Gruppnivå                      | Gruppnivå                | Gruppnivå         | Gruppnivå        | Eliminering       | Kvartsfinal       | Semifinal         | Final / brons     | Final / brons |
| Spelare         | Gren       | Motståndare Poäng              | Motståndare Poäng        | Motståndare Poäng | Placering        | Motståndare Poäng | Motståndare Poäng | Motståndare Poäng | Motståndare Poäng | Placering     |
| --------------- | ---------- | ------------------------------ | ------------------------ | ----------------- | ---------------- | ----------------- | ----------------- | ----------------- | ----------------- | ------------- |
| Misha Zilberman | Herrsingel | Jørgensen (DEN) L 13–21, 12–21 | Wong (SIN) L 9–21, 15–21 | 3                 | Gick inte vidare | Gick inte vidare  | Gick inte vidare  | Gick inte vidare  | Gick inte vidare  |               |

## Friidrott
- Huvudartikel: Friidrott vid olympiska sommarspelen 2012

Förkortningar
- Notera – Placeringar gäller endast den tävlandes eget heat
- Q = Kvalificerade sig till nästa omgång via placering
- q = Kvalificerade sig på tid eller, i fältgrenarna, på placering utan att ha nått kvalgränsen
- NR = Nationellt rekord
- N/A = Omgången inte möjlig i grenen
- Bye = Idrottaren behövde inte delta i omgången

Herrar
Bana och väg
| Idrottare      | Gren    | Heat     | Heat      | Semifinal        | Semifinal        | Final            | Final            |
| Idrottare      | Gren    | Resultat | Placering | Resultat         | Placering        | Resultat         | Placering        |
| -------------- | ------- | -------- | --------- | ---------------- | ---------------- | ---------------- | ---------------- |
| Donald Sanford | 400 m   | 45.71    | 5         | Gick inte vidare | Gick inte vidare | Gick inte vidare | Gick inte vidare |
| Zohar Zemiro   | Maraton | i.u.     | i.u.      | i.u.             | i.u.             | 2:34:59          | 81               |

Damer
Fältgrenar
| Idrottare        | Gren     | Kval  | Kval      | Final            | Final            |
| Idrottare        | Gren     | Längd | Placering | Längd            | Placering        |
| ---------------- | -------- | ----- | --------- | ---------------- | ---------------- |
| Jillian Schwartz | Stavhopp | 4.40  | 18        | Gick inte vidare | Gick inte vidare |

## Gymnastik

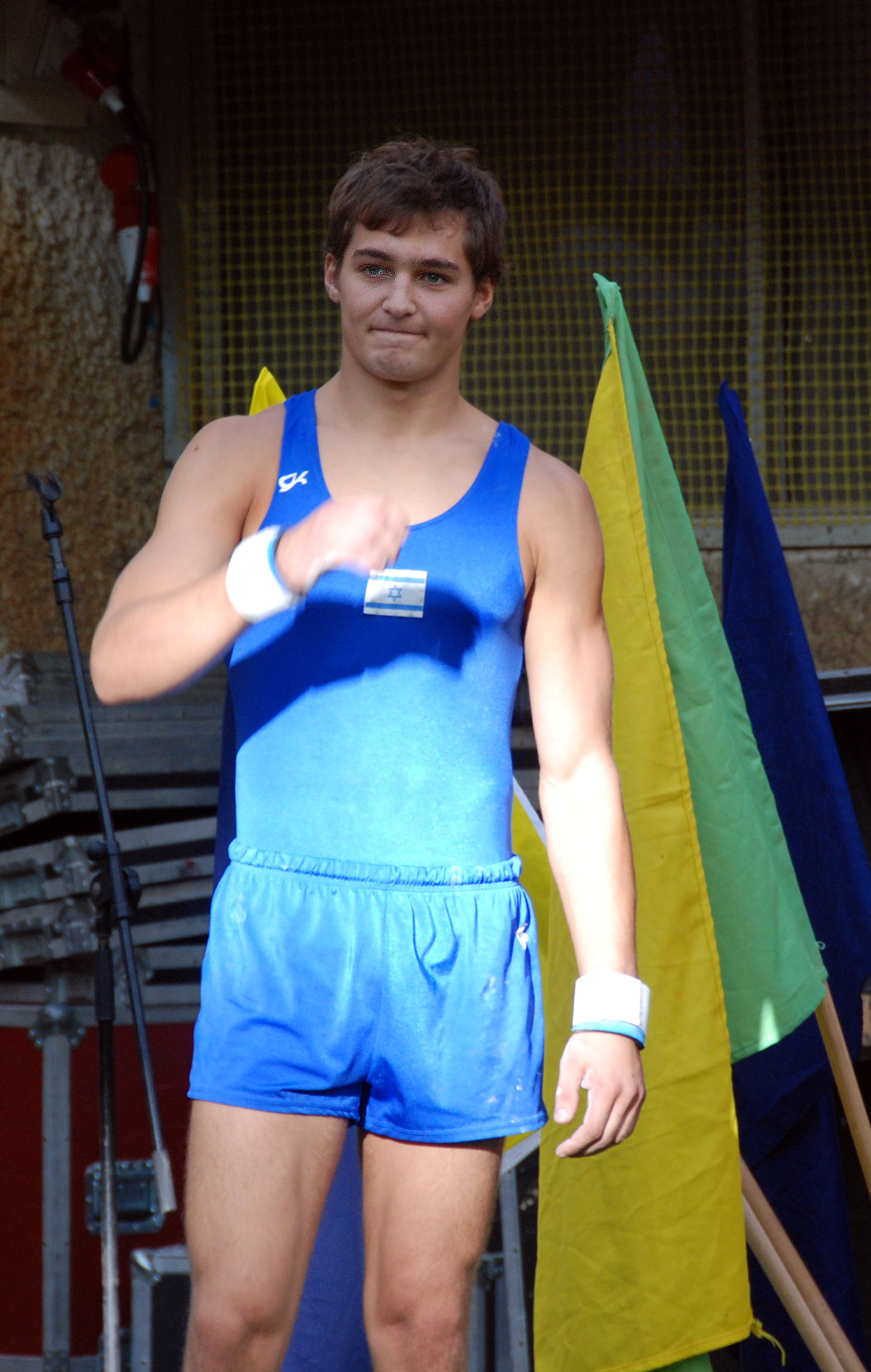
Gymnast Alexander Sjatilov

- Huvudartikel: Gymnastik vid olympiska sommarspelen 2012

### Artistisk
Herrar
| Idrottare          | Gren       | Kval    | Kval    | Kval    | Kval    | Kval    | Kval    | Kval   | Kval      | Final            | Final            | Final            | Final            | Final            | Final            | Final            | Final            |
| Idrottare          | Gren       | Redskap | Redskap | Redskap | Redskap | Redskap | Redskap | Totalt | Placering | Redskap          | Redskap          | Redskap          | Redskap          | Redskap          | Redskap          | Totalt           | Placering        |
| Idrottare          | Gren       | F       | PH      | R       | V       | PB      | HB      | Totalt | Placering | F                | PH               | R                | V                | PB               | HB               | Totalt           | Placering        |
| ------------------ | ---------- | ------- | ------- | ------- | ------- | ------- | ------- | ------ | --------- | ---------------- | ---------------- | ---------------- | ---------------- | ---------------- | ---------------- | ---------------- | ---------------- |
| Felix Aronovich    | Mångkamp   | 14.033  | 13.433  | 14.100  | 13.900  | 14.233  | 13.500  | 83.199 | 32        | Gick inte vidare | Gick inte vidare | Gick inte vidare | Gick inte vidare | Gick inte vidare | Gick inte vidare | Gick inte vidare | Gick inte vidare |
| Alexander Sjatilov | Mångkamp   | 15.633  | 14.133  | 14.033  | 15.533  | 14.700  | 14.000  | 89.032 | 12 Q      | 15.600           | 14.266           | 14.200           | 15.133           | 14.400           | 14.833           | 88.432           | 12               |
| Alexander Sjatilov | Fristående | 15.633  | i.u.    | i.u.    | i.u.    | i.u.    | i.u.    | 15.633 | 4 Q       | 15.333           | i.u.             | i.u.             | i.u.             | i.u.             | i.u.             | 15.333           | 6                |

Damer
| Idrottare        | Gren     | Kval    | Kval    | Kval    | Kval    | Kval   | Kval      | Final            | Final            | Final            | Final            | Final            | Final            |
| Idrottare        | Gren     | Redskap | Redskap | Redskap | Redskap | Totalt | Placering | Redskap          | Redskap          | Redskap          | Redskap          | Totalt           | Placering        |
| Idrottare        | Gren     | F       | V       | UB      | BB      | Totalt | Placering | F                | V                | UB               | BB               | Totalt           | Placering        |
| ---------------- | -------- | ------- | ------- | ------- | ------- | ------ | --------- | ---------------- | ---------------- | ---------------- | ---------------- | ---------------- | ---------------- |
| Valeria Maksyuta | Mångkamp | 12.800  | 9.433   | 10.533  | 12.933  | 45.699 | 59        | Gick inte vidare | Gick inte vidare | Gick inte vidare | Gick inte vidare | Gick inte vidare | Gick inte vidare |

### Rytmisk
| Idrottare   | Gren         | Kval   | Kval     | Kval   | Kval   | Kval    | Kval      | Final  | Final    | Final  | Final  | Final   | Final     |
| Idrottare   | Gren         | Boll   | Tunnband | Käglor | Band   | Totalt  | Placering | Boll   | Tunnband | Käglor | Band   | Totalt  | Placering |
| ----------- | ------------ | ------ | -------- | ------ | ------ | ------- | --------- | ------ | -------- | ------ | ------ | ------- | --------- |
| Neta Rivkin | Individuellt | 27.450 | 26.200   | 27.525 | 27.725 | 108.900 | 9 Q       | 27.350 | 26.850   | 27.800 | 27.000 | 109.000 | 7         |

| Idrottare                                                                                    | Gren  | Kval   | Kval              | Kval   | Kval      | Final    | Final             | Final  | Final     |
| Idrottare                                                                                    | Gren  | 5 rep  | 3 band 2 tunnband | Totalt | Placering | 5 bollar | 3 band 2 tunnband | Totalt | Placering |
| -------------------------------------------------------------------------------------------- | ----- | ------ | ----------------- | ------ | --------- | -------- | ----------------- | ------ | --------- |
| Moran Buzovsky Victoria Koshel Noa Palathcy Marina Shultz Polina Zakaluzny Eliora Zholkovski | Trupp | 26.500 | 26.600            | 53.100 | 7 Q       | 26.725   | 26.675            | 53.400 | 8         |

## Judo

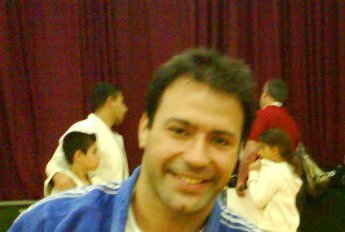
Judoutövaren Ariel Ze'evi

| Idrottare         | Gren                           | 32-delsfinal             | Sextondelsfinal          | Åttondelsfinal            | Kvartsfinal              | Semifinal            | Återkval                | Bronsmatch           | Final                | Final            |
| Idrottare         | Gren                           | Motståndare Resultat     | Motståndare Resultat     | Motståndare Resultat      | Motståndare Resultat     | Motståndare Resultat | Motståndare Resultat    | Motståndare Resultat | Motståndare Resultat | Placering        |
| ----------------- | ------------------------------ | ------------------------ | ------------------------ | ------------------------- | ------------------------ | -------------------- | ----------------------- | -------------------- | -------------------- | ---------------- |
| Artiom Arshansky  | Extra lättvikt (-60 kg) Herrar | BYE                      | Mooren (NED) W 0001–0001 | Hiraoka (JPN) L 0000–0012 | Gick inte vidare         | Gick inte vidare     | Gick inte vidare        | Gick inte vidare     | Gick inte vidare     | Gick inte vidare |
| Golan Pollack     | Halv lättvikt (-66 kg) Herrar  | Larose (FRA) L 0000–0001 | Gick inte vidare         | Gick inte vidare          | Gick inte vidare         | Gick inte vidare     | Gick inte vidare        | Gick inte vidare     | Gick inte vidare     | Gick inte vidare |
| Soso Palelashvili | Lättvikt (-73 kg) Herrar       | BYE                      | Huysuz (TUR) W 0010–0000 | Nakaya (JPN) L 0000–0101  | Gick inte vidare         | Gick inte vidare     | Gick inte vidare        | Gick inte vidare     | Gick inte vidare     | Gick inte vidare |
| Ariel Ze'evi      | Halv tungvikt (-100 kg) Herrar | i.u.                     | Peters (GER) L 0000–1000 | Gick inte vidare          | Gick inte vidare         | Gick inte vidare     | Gick inte vidare        | Gick inte vidare     | Gick inte vidare     | Gick inte vidare |
| Alice Schlesinger | Halv mellanvikt (-63 kg) Damer | i.u.                     | BYE                      | Drexler (AUT) W 0010-0002 | Žolnir (SLO) L 0000-1100 | Gick inte vidare     | Émane (FRA) L 0002-0010 | Gick inte vidare     | Gick inte vidare     | 7                |

## Konstsim
| Idrottare                      | Gren           | Teknisk rutin | Teknisk rutin | Fri rutin (inledande) | Fri rutin (inledande)  | Fri rutin (inledande) | Fri rutin (final) | Fri rutin (final)      | Fri rutin (final) |
| Idrottare                      | Gren           | Poäng         | Placering     | Poäng                 | Totalt (teknisk + fri) | Placering             | Placering         | Totalt (teknisk + fri) | Placering         |
| ------------------------------ | -------------- | ------------- | ------------- | --------------------- | ---------------------- | --------------------- | ----------------- | ---------------------- | ----------------- |
| Anastasia Gloushkov Inna Yoffe | Damernas duett | 83.400        | 17            | 83.520                | 166.920                | 17                    | Gick inte vidare  | Gick inte vidare       | Gick inte vidare  |

## Segling
Herrar
| Seglare                 | Gren | Lopp | Lopp | Lopp | Lopp | Lopp   | Lopp | Lopp | Lopp | Lopp   | Lopp | Lopp | Summerad poäng | Finalplacering |
| Seglare                 | Gren | 1    | 2    | 3    | 4    | 5      | 6    | 7    | 8    | 9      | 10   | M*   | Summerad poäng | Finalplacering |
| ----------------------- | ---- | ---- | ---- | ---- | ---- | ------ | ---- | ---- | ---- | ------ | ---- | ---- | -------------- | -------------- |
| Shahar Tzuberi          | RS:X | 12   | 8    | 17   | 10   | 39 BFD | 12   | 35   | 34   | 26     | 1    | EL   | 155            | 19             |
| Gideon Kliger Eran Sela | 470  | 17   | 11   | 17   | 11   | 2      | 14   | 5    | 12   | 28 OCS | 23   | EL   | 112            | 15             |

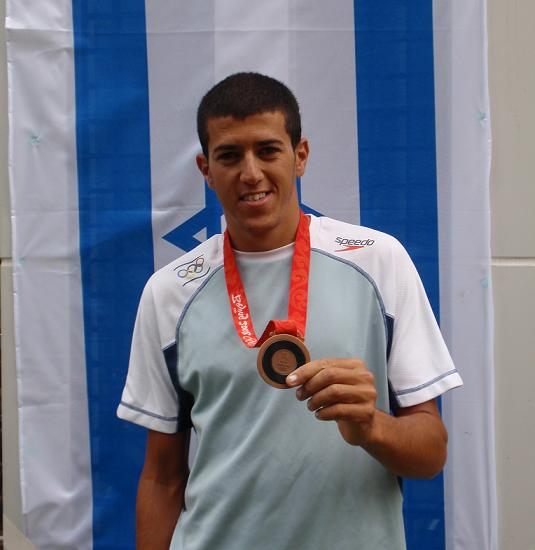
Vindsurfaren Shahar Tzuberi

M = Medaljlopp; EL = Eliminerad – gick inte vidare till medaljloppet;
Damer
| Seglare                 | Gren         | Lopp | Lopp   | Lopp | Lopp | Lopp | Lopp | Lopp | Lopp | Lopp | Lopp | Lopp | Summerad poäng | Finalplacering |
| Seglare                 | Gren         | 1    | 2      | 3    | 4    | 5    | 6    | 7    | 8    | 9    | 10   | M*   | Summerad poäng | Finalplacering |
| ----------------------- | ------------ | ---- | ------ | ---- | ---- | ---- | ---- | ---- | ---- | ---- | ---- | ---- | -------------- | -------------- |
| Lee Korzits             | RS:X         | 1    | 3      | 7    | 2    | 2    | 11   | 2    | 1    | 9    | 11   | 18   | 56             | 6              |
| Nufar Edelman           | Laser radial | 33   | 33     | 33   | 34   | 29   | 3    | 34   | 28   | 18   | 26   | EL   | 237            | 30             |
| Vered Buskila Gil Cohen | 470          | 3    | 21 DSQ | 10   | 19   | 4    | 14   | 12   | 15   | 12   | 17   | EL   | 105            | 15             |

M = Medaljlopp; EL = Eliminerad – gick inte vidare till medaljloppet;

## Tennis
| Spelare                  | Gren       | Omgång 1                   | Omgång 2                                         | Åttondelsfinaler                              | Kvartsfinaler                                    | Semifinaler       | Final / BM        | Final / BM       |
| Spelare                  | Gren       | Motståndare Poäng          | Motståndare Poäng                                | Motståndare Poäng                             | Motståndare Poäng                                | Motståndare Poäng | Motståndare Poäng | Placering        |
| ------------------------ | ---------- | -------------------------- | ------------------------------------------------ | --------------------------------------------- | ------------------------------------------------ | ----------------- | ----------------- | ---------------- |
| Jonathan Erlich Andy Ram | Herrdubbel | i.u.                       | Granollers / M. López (ESP) W 7–6(7–5), 7–6(7–3) | Federer / Wawrinka (SUI) W 1–6, 7–6(7–5), 6–3 | M. Bryan / B. Bryan (USA) L 7–6(7–4), 7–6(12–10) | Gick inte vidare  | Gick inte vidare  | Gick inte vidare |
| Shahar Pe'er             | Damsingel  | Sjarapova (RUS) L 2–6, 0–6 | Gick inte vidare                                 | Gick inte vidare                              | Gick inte vidare                                 | Gick inte vidare  | Gick inte vidare  | Gick inte vidare |